# 가루 설탕

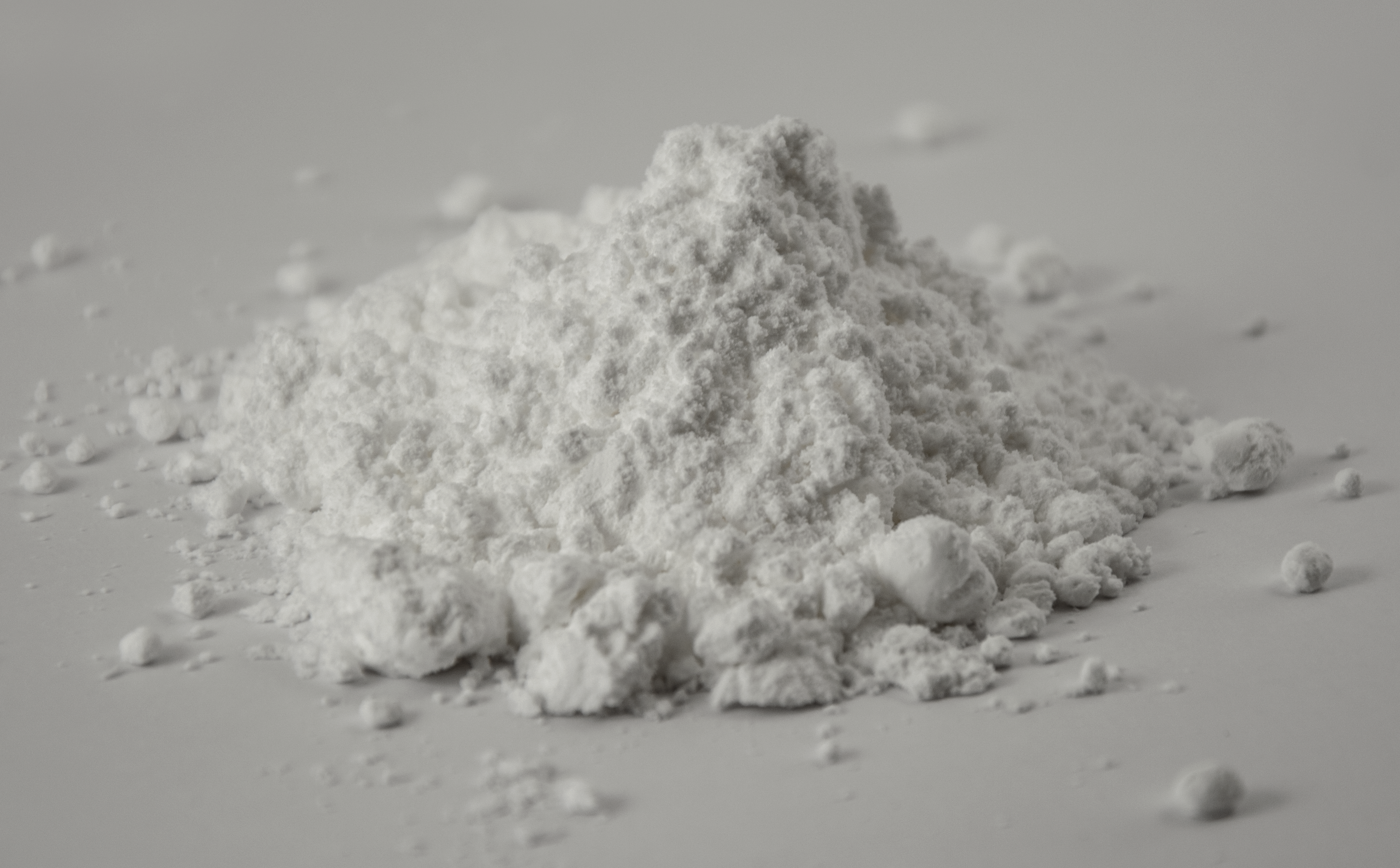
가루 설탕

가루 설탕 또는 분당(粉糖)은 가루로 된 설탕이다. 한국에서 "설탕 가루"를 뜻하는 영어 표현인 슈거 파우더(sugar powder)로 부르기도 하지만, 영어권에서 쓰이는 표현은 "가루난 설탕"이라는 뜻의 "파우더드 슈거(powdered sugar)", "제과사의 설탕"이라는 뜻의 "컨펙셔너즈 슈거(confectioners' sugar)", 또는 "아이싱용 설탕"이라는 뜻의 "아이싱 슈거(icing sugar)"이다.